# Malabárský vršek
Malabárský vršek (anglicky Malabar Hill, maráthsky मलबार हिल) je vršek na poloostrově v jihozápadní Bombaji. Dosahuje výšky až 50 metrů nad mořem a je tak nejvyšším bodem Bombaje. Nachází se na něm rezidenční čtvrť, parky a párské věže mlčení. U vršku též leží nádrž Banganga, nejstarší stavba v Bombaji. Z jihovýchodní strany jej obklopuje záliv Back Bay.
Malabárský vršek platí v Bombaji za exkluzivní rezidenční lokalitu, kde žijí bollywoodské filmové hvězdy, bohatí podnikatelé a politici. Vrch má více parků než zbytek města; nachází se zde Visuté zahrady a několik džinistických chrámů. V dobách existence Britské Indie byl vršek sídlem správců města; od té doby představuje dobrou adresu i pro bohaté Indy. První domy zde byly vybudovány v první polovině 19. století.
Jméno vršku pochází od rozhledny, která chránila město před nájezdy pirátů z Malabárského pobřeží v Kérale.